# Burt Topper
Burt Topper (Brooklyn, 31 luglio 1928 – Los Angeles, 3 aprile 2007) è stato un regista statunitense.
Ha firmato la regia di otto film e fu accreditato anche come produttore, sceneggiatore e attore. È stato accreditato anche con i nomi Burton Topper e B. Zarkoff.

## Biografia
Burt Topper nacque a Brooklyn, New York, il 31 luglio 1928.
Morì a Los Angeles il 3 aprile 2007 e fu seppellito al Mount Sinai Memorial Park Cemetery di Los Angeles.

## Filmografia

### Regista
- Baionette in canna (Hell Squad) (1958)
- Prima linea chiama commandos (Tank Commandos) (1959)
- The Diary of a High School Bride (1959)
- Un eroe di guerra (War Is Hell) (1962)
- Le bambole del desiderio (The Strangler) (1964)
- Uccidete il padrino (The Devil's 8) (1969)
- The Hard Ride (1971)
- Soul Hustler (1973)

### Produttore
- Baionette in canna (1958)
- Prima linea chiama commandos (Tank Commandos) (1959)
- The Diary of a High School Bride (1959)
- Un eroe di guerra (War Is Hell) (1962)
- Space Probe Taurus (1965)
- Fireball 500 (1966)
- Thunder Alley (1967)
- Facce senza dio (Devil's Angels) (1967)
- Quattordici o guerra (Wild in the Streets) (1968)
- Uccidete il padrino (The Devil's 8) (1969)
- The Hard Ride (1971)
- Soul Hustler (1973)
- C.H.O.M.P.S (1979)

### Sceneggiatore
- Baionette in canna (Hell Squad) (1958)
- Prima linea chiama commandos (Tank Commandos) (1959)
- The Diary of a High School Bride (1959)
- The Wild Ride (1960)
- Un eroe di guerra (War Is Hell) (1962)
- The Hard Ride (1971)
- Soul Hustler (1973)

### Attore
- La valanga dei sioux (Hiawatha) (1952)
- No Place to Land (1958)
- Le dodici pistole del West (Plunderers of Painted Flats) (1959)
- Un eroe di guerra (War Is Hell) (1962)